# Dectochilus tincta
Dectochilus tincta är en fjärilsart som beskrevs av W. Warren 1906. Dectochilus tincta ingår i släktet Dectochilus och familjen mätare. Inga underarter finns listade i Catalogue of Life.